# ITunes Store

Logo des iTunes Store

Der iTunes Store ist eine weltweite Internet-Handelsplattform des US-amerikanischen Unternehmens Apple für Musikvideos, Filme, Fernsehserien und E-Books. Sie ist in den Sprachen Englisch, Französisch, Deutsch, Spanisch, Italienisch und Japanisch verfügbar.
Seit 2008 nutzt Apple die Infrastruktur, um unter der Bezeichnung App Store Programme für iOS-Geräte wie etwa das iPhone anzubieten. Anfang 2011 erweiterte Apple das Angebot durch den Mac App Store für Mac-OS-X-Programme.
Bis zum 21. September 2006 wurde der iTunes-Store unter der Bezeichnung iTunes Music Store betrieben. Inhaber ist die Firma Apple Inc. bzw. die Apple-Tochterfirmen iTunes S.à.r.l. in Europa und iTunes K.K. in Japan. Der iTunes Store ist eine weltweit führende Online-Plattform für Musik.
Im Lauf der Zeit wurden immer mehr Funktionen in eigene Anwendungen ausgelagert. Beispiel dafür ist die Apple TV-App, über die Filme und Serien gekauft und angesehen werden können. Außerdem hat Musikstreaming inzwischen eine deutlich größere Bedeutung für die Musikindustrie als der Kauf einzelner Titel. Apple veröffentlichte daher 2015 den Musikstreamingdienst Apple Music.

## Funktion
Der iTunes Store startete am 28. April 2003 zunächst in den USA mit mehr als 200.000 Titeln aus allen Bereichen, u. a. Classic, Rock, Pop, Rap, Jazz, New Age, Hörbüchern und vielen mehr. Der iTunes Store verwendet das MP4-Format, der Audiokodierung AAC mit einer Bitrate von zunächst 128 kbit/s und dem DRM-System FairPlay. Die gekauften Titel dürfen auf bis zu fünf Rechnern gleichzeitig unter Apples Jukebox-Software iTunes gespeichert und abgespielt werden, außerdem können sie innerhalb des von Apple angebotenen Lizenzierungsmodells beliebig oft und auf beliebig viele iPods geladen und in einer Playlist, d. h. in der gleichen Zusammenstellung der Musikstücke, bis zu fünfmal auf Audio-CDs gebrannt werden. Zusätzlich wird das Cover des Titels bzw. Albums heruntergeladen. Das DRM-System FairPlay stellt dabei sicher, dass sich die Musik, abgesehen von selbstgebrannten CDs, nur mit iTunes, Apple TV, Motorolas iTunes-Mobiltelefon, dem iPhone und allen iPods abspielen lässt. So wird der iTunes Music Store von Apple auch als Marketingplattform für den iPod und auch für die eigenen Computer verwendet.
Die Nutzung des iTunes Stores erfordert das Programm iTunes, welches kostenlos von Apple für Mac OS X sowie Windows 2000, XP, Vista, Windows 7 und Windows 8 heruntergeladen werden kann. Die Datenbanksuche sowie das Probehören der Musikstücke (90 Sekunden in voller Qualität) ist allen Nutzern möglich. Der einheitliche Preis lag in Deutschland und Österreich bei 0,99 pro Musikstück und 9,99 Euro für ein Album, in der Schweiz dagegen bei 1,50 bzw. 15 Franken. DRM-freie Titel wurden im Angebot „iTunes Plus“ mit einer Bitrate von 256 kbit/s zum gleichen Preis von 0,99 Euro pro Stück angeboten.
Am 6. Januar 2009 wurde das Angebot an DRM-freien Titeln auf 80 % des Katalogs erweitert. Die verbleibenden 20 % wurden im zweiten Quartal 2009 umgestellt. Zusätzlich wurde mit diesem Datum ein neues Preismodell eingeführt: 69 US-Cents für ältere Titel, 99 US-Cent für aktuelle Stücke und 1,29 Dollar für neue „Hits“. In der Schweiz wurde der Preis bei der Einführung auf 1,00, 1,50 bzw. 2 Franken festgelegt. 2015 lag er bei 0,90, 1,50 bzw. 1,90 Franken. Außerdem wurde der Zugriff auf den iTunes Store über eine mobile Internetverbindung auf dem iPhone möglich.
Der Einkauf ist – je nach Land – über die Bezahlung per Kreditkarte, Geschenkgutschein (iTunes Karte), Lastschrifteinzug (in Deutschland bis April 2016 über ClickandBuy), mittels Prepaid-Karte oder über einen Drittanbieter, der die Transaktion abwickelt (z. B. PostFinance mobile), möglich.
Über den Verkauf von Musik hinaus dient der iTunes Store Apple mittlerweile als Vertriebsweg für zahlreiche digitale Inhalte wie Filme, Fernsehserien, Musikvideos und E-Books. Die amerikanische Konkurrenzfirma Google versucht durch den Play Store eine ähnliche Plattform, hauptsächlich für die Nutzer ihres mobilen  Android-Betriebssystems, zu schaffen. Das Angebot ist hier jedoch derzeit noch deutlich geringer, und einige Angebote sind von Deutschland aus nicht verfügbar.

## Geschichte
Die Vertriebsplattform wurde 2003 zunächst für den Verkauf von Musik in den USA aufgesetzt. Seit Juni 2004 umfasst sie auch Käufer in Großbritannien, Frankreich und Deutschland. Im Oktober 2004 wurden neun weitere Staaten eingebunden, Österreich, Belgien, Finnland, Griechenland, Italien, Luxemburg, die Niederlande, Portugal und Spanien. Kanada wurde im Dezember 2004 eingebunden. Im Mai 2005 erweiterte Apple die Plattform auf die Schweiz, Norwegen, Dänemark und Schweden. Der australische Markt war für eine Eröffnung zusammen mit den vier europäischen gedacht, wurde aber aus Lizenzgründen verschoben. Am 4. August 2005 wurde das Angebot auf Japan ausgeweitet. Stand Januar 2010 erfolgt der Vertrieb über die Plattform in 77 Staaten.
Anfangs wurden auf der Handelsplattform in Deutschland nur Interpreten vertrieben, die ihre Verträge bei großen Musiklabels hatten. Später wurden auch Interpreten aus dem Independent-Bereich ergänzt. Apple bot in Europa insgesamt über 5 Millionen Titel an. Das Angebot unterscheidet sich dabei allerdings in den einzelnen Ländern. Die Zahl der Titel in den USA belief sich im Juni 2008 auf rund 8 Millionen Titel. Die Angebote werden von Apple laufend ergänzt.
Anfang Oktober 2008 forderte der Verband der Musikindustrie die Erhöhung der Lizenzgebühren um 66 Prozent von 9 auf 15 Cent. Apple wollte der Forderung nicht nachgeben: „Apple hat wiederholt deutlich gemacht, dass es in diesem Geschäft Geld machen will. Apple ist nicht gewillt den iTunes Store weiterhin zu betreiben, wenn das nicht mehr profitabel ist.“ Eine Abstimmung fand am 3. Oktober 2008 beim Copyright Royalty Board statt. Nach Angaben der Branchenvereinigung NMPA bleibt die Royalty rate bei 9,1 Cent pro Lied.

## Meilensteine
| Datum              | Meilenstein |
| ------------------ | --- |
| 12. Oktober 2005   | Der iTunes Music Store startet mit dem Verkauf von Videos. 2.000 Musikvideos, Pixar-Kurzfilme und Fernsehserien (nur in den USA) stehen zum Herunterladen zur Verfügung.                |
| 12. September 2006 | Aus dem iTunes Music Store wurde der iTunes Store; nun gibt es auch Filme (vorerst nur USA) und Spiele (weltweit) im Angebot.                                                           |
| 20. September 2006 | Nach einer Woche werden in USA über 125.000 Spielfilme verkauft, obwohl sich das Angebot vorerst auf 75 Spielfilme von Disney, Pixar, Touchstone Pictures und Miramax Films beschränkt. |
| 9. Januar 2007     | Das Spielfilmangebot wurde um 100 Titel von Paramount Pictures erweitert. |
| 2. April 2007      | Apple und EMI Music geben an, ab Mai DRM-freie Musikstücke und Videos zu verkaufen sowie die Bitrate der DRM-freien Titel auf 256 kBit/s zu erhöhen.                                    |
| 2. April 2008      | Auch in Deutschland sind jetzt Fernsehserien abrufbar. |
| 6. Januar 2009     | 80 % des Katalogs sind ohne DRM erhältlich. |
| 16. April 2009     | Zum Start des Spielfilmangebotes in Deutschland sind über 500 Filme, teilweise in HD-Qualität (720p) für Apple TV erhältlich. Spielfilme können gekauft und ausgeliehen werden.         |

| Verkaufte Lieder | Datum            |
| ---------------- | ---------------- |
| 100 Mio.         | 12. Juli 2004    |
| 500 Mio.         | 18. Juli 2005    |
| 1 Mrd.           | 23. Februar 2006 |
| 2 Mrd.           | 9. Januar 2007   |
| 3 Mrd.           | 31. Juli 2007    |
| 4 Mrd.           | 26. Februar 2008 |
| 5 Mrd.           | 19. Juni 2008    |
| 6 Mrd.           | 6. Januar 2009   |
| 8 Mrd.           | 21. Juli 2009    |
| 10 Mrd.          | 24. Februar 2010 |
| 15 Mrd.          | 6. Juni 2011     |

| Datum             | Meilenstein |
| ----------------- | --- |
| 31. Oktober 2005  | Über 1 Million Musikvideos wurden heruntergeladen                                                                                                   |
| 6. Dezember 2005  | Über 100 Millionen Lieder wurden aus den europäischen Music Stores heruntergeladen                                                                  |
| 2. August 2006    | Über 200 Millionen verkaufte Lieder in den europäischen Music Stores                                                                                |
| 9. Januar 2007    | 50 Millionen TV-Serien-Episoden und 1,3 Millionen Spielfilme wurden verkauft                                                                        |
| 16. Oktober 2008  | 200 Millionen TV-Serien-Episoden, >1 Million TV-Serien-Episoden (HD) und 2 Millionen Spielfilme wurden verkauft                                     |
| 29. Juni 2010     | Die Open University ist die erste Universität weltweit, die 20 Millionen Downloads in iTunes U erreicht hat.                                        |
| 16. November 2010 | Nach einem langen Lizenzstreit mit EMI Records gibt Apple bekannt, ab sofort das komplette Werk der Band The Beatles im iTunes Store zu vertreiben. |

| App-Downloads | Datum              |
| ------------- | ------------------ |
| 100 Mio.      | 9. September 2008  |
| 500 Mio.      | 16. Januar 2009    |
| 1 Mrd.        | 23. April 2009     |
| 2 Mrd.        | 28. September 2009 |
| 10 Mrd.       | 22. Januar 2011    |
| 15 Mrd.       | 7. Juli 2011       |
| 25 Mrd.       | 5. März 2012       |
| 50 Mrd.       | 15. Mai 2013       |